# NGC 4085
NGC 4085 é uma galáxia espiral barrada (SBc) localizada na direcção da constelação de Ursa Major. Possui uma declinação de +50° 21' 12" e uma ascensão recta de 12 horas, 05 minutos e 22,4 segundos.
A galáxia NGC 4085 foi descoberta em 12 de Abril de 1789 por William Herschel.